# Fedde Schurer
Fedde Schurer (Drachten, Frísia, 25 de julho de 1898 — Heerenveen, Frísia, 19 de março de 1968) foi um poeta, jornalista e político holandês.
Foi professor de primeiro grau, e em 1935-1936 aderiu à União Democrata Cristã (CDU) sendo membro da Assembleia da Holanda do Norte. Durante a Segunda Guerra Mundial aderiu à Resistência holandesa em Amsterdam. Em 1956-1963 foi deputado nacional do Partido do Trabalho.
Faleceu em 1968 em Heerenveen.

### Poesia
- 1925 – Fersen; 2a impressão 1934
- 1931 – Heinrich Heine. Oersettings út syn dichtwirk; 2a impressão 1999
- 1931 – Utflecht (A rua para fugir); 2a impressão 1936
- 1936 – Op alle winen (Todos os ventos)
- 1940 – Fen twa wâllen (Duas paredes)
- 1947 – It boek fan de Psalmen (O livro dos salmos)
- 1949 – Vox humana
- 1955 – Fingerprinten (Impressões digitais)
- 1955 – Frysk Psalm- en Gesangboek
- 1966 – Efter it nijs (Atraes às notícias)
- 1966 – Opheind en trochjown (Ouvido e passado)
- 1966 – De gitaer by it boek (2 partes) (O violão no livro); 2a impressão 1969, 3a impressão 1971
- 1974 – Samle fersen (Raccolta di versi); 2a impressão 1975

### Teatro
- 1945 – Simson
- 1954 – Bonifatius

### Prosa
- 1963 – Beam en bast (A casca do arvore, conto)
- 1963 – Brood op het water - Selezione di artigos do Correio da Frísia
- 1969 – De besleine spegel (O espelho escuro - romance autobiográfico não terminado); 2a impressão 1998 em Língua neerlandesa e Língua frísia; 3a impressão 2010 em Língua frísia.